# 67. ceremonia wręczenia Złotych Globów
67. ceremonia wręczenia Złotych Globów odbyła się w niedzielę 17 stycznia 2010 roku w Beverly Hilton Hotel. Ceremonię transmitowała stacja NBC. Galę poprowadził Ricky Gervais.
Nominacje do nagród ogłoszono 15 grudnia 2009 roku, przez Diane Kruger, Johna Krasinskiego i Justina Timberlake’a.
Same nagrody wręczali: Amy Adams, Christina Aguilera, Jennifer Aniston, Justin Bartha, Kristen Bell, Halle Berry, Josh Brolin, Gerard Butler, Cher, Bradley Cooper, Chace Crawford, Robert De Niro, Cameron Diaz, Leonardo DiCaprio, Colin Farrell, Harrison Ford, Jodie Foster, Matthew Fox, Jennifer Garner, Mel Gibson, Lauren Graham, Tom Hanks, Neil Patrick Harris, Sally Hawkins, Ed Helms, Kate Hudson, Felicity Huffman, Samuel L. Jackson, Nicole Kidman, Jane Krakowski, Ashton Kutcher, Taylor Lautner, Zachary Levi, Sophia Loren, Paul McCartney, Helen Mirren, Jim Parsons, Amy Poehler, Julia Roberts, Mickey Rourke, Zoe Saldaña, Arnold Schwarzenegger, Steven Spielberg, Kiefer Sutherland, Mike Tyson, Sofía Vergara, Olivia Wilde, Kate Winslet, Reese Witherspoon i Sam Worthington.
Najwięcej nominacji w tym roku w kategoriach produkcji filmowych zdobył film W chmurach w reżyserii Jasona Reitmana. Obraz otrzymał w sumie sześć nominacji, w tym dla najlepszego filmu dramatycznego. W tej kategorii nominowani zostali jeszcze: fantastycznonaukowy Avatar Jamesa Camerona, wojenny The Hurt Locker. W pułapce wojny w reżyserii Kathryn Bigelow, niezależny dramat Hej, skarbie Lee Danielsa oraz rozgrywający się w czasach II wojny światowej film Quentina Tarantino Bękarty wojny.
O jedną nominację mniej otrzymał musical Roba Marshalla Dziewięć. Kontrkandydatami obrazu w kategorii najlepszy film komediowy lub musical są: 500 dni miłości Marca Webba, Kac Vegas Todda Phillipsa, To skomplikowane Nancy Meyers oraz Julie i Julia w reżyserii Nory Ephron.
Gwiazdą dwóch ostatnich wyżej wymienionych filmów jest aktorka Meryl Streep, która otrzymała w tym roku 24. i 25. nominację do Złotego Globu. Streep nominację otrzymała w jednej kategorii: najlepsza aktorka w filmie komediowym lub musicalu, więc ma szansę na tylko jedną nagrodę. Ponadto w tej kategorii nominowano Marion Cotillard za rolę w filmie Dziewięć, Julię Roberts za film Gra dla dwojga i Sandrę Bullock za rolę w komedii Narzeczony mimo woli. Bullock również w tym roku otrzymała dwie nominacje, lecz drugą już w kategorii najlepsza aktorka w filmie dramatycznym; Bullock nominację otrzymała za rolę w dramacie sportowym Wielki Mike. The Blind Side. Rywalkami Bullock w tej kategorii są: debiutantka Gabourey Sidibe, która rolą w filmie Hej, skarbie zachwyciła świat, Carey Mulligan, która zagrała w obrazie Była sobie dziewczyna, Helen Mirren i jej rola w dramacie biograficznym Ostatnia stacja oraz Emily Blunt, która wystąpiła w kostiumowym filmie Młoda Wiktoria.
W kategorii aktorek drugoplanowych nominowane zostały dwie aktorki występujące w filmie W chmurach: Anna Kendrick i Vera Farmiga. Jednak zdecydowaną faworytką w tej kategorii wydaje się być Mo’Nique, która wystąpiła w filmie Hej, skarbie. Nominowane zostały również: Penélope Cruz za rolę w musicalu Dziewięć i Julianne Moore, która wystąpiła w filmie Samotny mężczyzna.
W kategoriach aktorów, na pierwszy plan wysuwa się Matt Damon, który podobnie jak Meryl Streep i Sandra Bullock otrzymał w tym roku dwie nominacje: dla najlepszego aktora w filmie komediowym lub musicalu za rolę w filmie Intrygant oraz za drugoplanową rolę w filmie Invictus – Niepokonany.
Rywalami Damona w tej pierwszej kategorii są: Daniel Day-Lewis za Dziewięć, Robert Downey Jr. za Sherlocka Holmesa, Joseph Gordon-Levitt za 500 dni miłości oraz Michael Stuhlbarg za Poważny człowiek. W kategorii najlepszego aktora w filmie dramatycznym nominowany został partner Damona z filmu Invictus – Niepokonany Morgan Freeman; również w tej kategorii nominowani zostali: Colin Firth za rolę w filmie Samotny mężczyzna, Jeff Bridges za Szalone serce, George Clooney za W chmurach i Tobey Maguire za rolę w obrazie Bracia.
Faworytem w kategorii najlepszy aktor drugoplanowy wydaje się być Austriak Christoph Waltz i jego rola w filmie Bękarty wojny. Nominowani zostali jeszcze: Woody Harrelson za rolę w filmie W imieniu armii, Christopher Plummer za Ostatnia stacja, Stanley Tucci za grę w obrazie Nostalgia anioła i wyżej wymieniony Matt Damon.
W gronie najlepszych reżyserów znaleźli się: Kathryn Bigelow, James Cameron, Clint Eastwood (za film Invictus – Niepokonany), Jason Reitman i Quentin Tarantino. Dwaj ostatni znaleźli się również w gronie nominowanych scenarzystów, a obok nich Neill Blomkamp i Terri Tatchell za Dystrykt 9, Mark Boal za The Hurt Locker. W pułapce wojny i Nancy Meyers za To skomplikowane.
Najlepszym filmem zagranicznym może się okazać jeden z nominowanych produkcji: włoska Baaria, Biała wstążka Michaela Haneke, francuski Prorok, najnowszy obraz Almodóvara Przerwane objęcia i chilijska Służąca.
Jedynym Polakiem nominowanym w tym roku jest Abel Korzeniowski, który skomponował muzykę do filmu Samotny mężczyzna.
W kategoriach telewizyjnych na czele z nominacjami stoi stacja telewizyjna HBO, której produkcje otrzymały w sumie 17 nominacji, a w kategorii najlepszy serial dramatyczny o nagrodę ubiegają się aż dwie produkcje tej stacji: Trzy na jednego  i Czysta krew. Poza nimi o statuetkę dla najlepszego serialu dramatycznego walczą także: Dexter (Showtime), Dr House (FOX)  i Mad Men (AMC).
W kategorii serialu komediowego, serial Ekipa z HBO zmierzy się z tegorocznymi Glee i Współczesną rodziną (oba od FOXa), oraz Rockefeller Plaza 30 i Biurem (oba od NBC).
Serial Glee otrzymał najwięcej nominacji, razem cztery.
Anna Paquin na wzór Damona, Streep i Bullock również otrzymała dwie nominacje w tym roku, jednak obie w kategoriach telewizyjnych. Paquin, laureatka zeszłorocznego Złotego Globu dla najlepszej aktorki w serialu dramatycznym, za udział w serialu Czysta krew, również w tym roku została nominowana w tej kategorii i za tę samą rolę, jednak już w drugim sezonie tego serialu. Drugą nominację Paquin otrzymała za kreację Ireny Sendlerowej w telewizyjnym dramacie biograficznym Dzieci Ireny Sendlerowej.
Nagrodę im. Cecila B. DeMille’a w tym roku otrzyma reżyser Martin Scorsese. Nagrodę wręczą mu aktorzy Robert De Niro i Leonardo DiCaprio.
Tegorocznie czwórka aktorów otrzymała po dwie nominacje, jednak tylko trójka z nich mogła otrzymać po dwie nagrody. Ostatecznie po jednej nagrodzie otrzymały tylko dwie aktorki:
- Sandra Bullock
  - najlepsza aktorka w filmie dramatycznym − Wielki Mike. The Blind Side
  - (nominacja) najlepsza aktorka w filmie komediowym lub musicalu − Narzeczony mimo woli
- Matt Damon
  - (nominacja) najlepszy aktor w filmie komediowym lub musicalu − Intrygant
  - (nominacja) najlepszy aktor drugoplanowy − Invictus – Niepokonany
- Meryl Streep
  - najlepsza aktorka w filmie komediowym lub musicalu − Julie i Julia
  - (nominacja) najlepsza aktorka w filmie komediowym lub musicalu − To skomplikowane
- Anna Paquin
  - (nominacja) najlepsza aktorka w serialu dramatycznym − Czysta krew
  - (nominacja) najlepsza aktorka w filmie telewizyjnym lub miniserialu − Dzieci Ireny Sendlerowej

## Laureaci i nominowani
Laureaci nagród wyróżnieni są wytłuszczeniem

### Produkcje kinowe

#### Najlepszy film dramatyczny
- Avatar
- Bękarty wojny
- Hej, skarbie
- The Hurt Locker. W pułapce wojny
- W chmurach

#### Najlepszy film komediowy lub musical
- Kac Vegas
- 500 dni miłości
- Dziewięć
- Julie i Julia
- To skomplikowane

#### Najlepsza aktorka w filmie dramatycznym
- Sandra Bullock − Wielki Mike. The Blind Side
- Emily Blunt − Młoda Wiktoria
- Helen Mirren − Ostatnia stacja
- Carey Mulligan − Była sobie dziewczyna
- Gabourey Sidibe − Hej, skarbie

#### Najlepsza aktorka w filmie komediowym lub musicalu
- Meryl Streep − Julie i Julia
- Sandra Bullock − Narzeczony mimo woli
- Marion Cotillard − Dziewięć
- Julia Roberts − Gra dla dwojga
- Meryl Streep − To skomplikowane

#### Najlepszy aktor w filmie dramatycznym
- Jeff Bridges − Szalone serce
- George Clooney − W chmurach
- Colin Firth − Samotny mężczyzna
- Morgan Freeman − Invictus – Niepokonany
- Tobey Maguire − Bracia

#### Najlepszy aktor w filmie komediowym lub musicalu
- Robert Downey Jr. − Sherlock Holmes
- Matt Damon − Intrygant
- Daniel Day-Lewis − Dziewięć
- Joseph Gordon-Levitt − 500 dni miłości
- Michael Stuhlbarg − Poważny człowiek

#### Najlepsza aktorka drugoplanowa
- Mo’Nique − Hej, skarbie
- Penélope Cruz − Dziewięć
- Vera Farmiga − W chmurach
- Anna Kendrick − W chmurach
- Julianne Moore − Samotny mężczyzna

#### Najlepszy aktor drugoplanowy
- Christoph Waltz − Bękarty wojny
- Matt Damon − Invictus – Niepokonany
- Woody Harrelson − W imieniu armii
- Christopher Plummer − Ostatnia stacja
- Stanley Tucci − Nostalgia anioła

#### Najlepszy reżyser
- James Cameron − Avatar
- Kathryn Bigelow − The Hurt Locker. W pułapce wojny
- Clint Eastwood − Invictus – Niepokonany
- Jason Reitman − W chmurach
- Quentin Tarantino − Bękarty wojny

#### Najlepszy scenariusz
- Jason Reitman i Sheldon Turner − W chmurach
- Quentin Tarantino − Bękarty wojny
- Neill Blomkamp, Terri Tatchell − Dystrykt 9
- Mark Boal − The Hurt Locker. W pułapce wojny
- Nancy Meyers − To skomplikowane

#### Najlepszy film zagraniczny
- Biała wstążka
- Baaria
- Prorok
- Przerwane objęcia
- Służąca

#### Najlepsza muzyka
- Michael Giacchino − Odlot
- Carter Burwell, Karen O − Gdzie mieszkają dzikie stwory
- Marvin Hamlisch − Intrygant
- James Horner − Avatar
- Abel Korzeniowski − Samotny mężczyzna

#### Najlepsza piosenka
- „The Weary Kind” z filmu Szalone serce − muzyka i słowa: T Bone Burnett, Ryan Bingham
- „I See You” z filmu Avatar − muzyka i słowa: James Horner, Simon Franglen, Kuk Harrell
- „Winter” z filmu Bracia − muzyka: U2; słowa: Bono
- „Cinema Italiano”  z filmu Dziewięć − muzyka i słowa: Maury Yeston
- „(I Want To) Come Home”  z filmu Wszyscy mają się dobrze − muzyka i słowa: Paul McCartney

#### Najlepszy film animowany
- Odlot
- Fantastyczny pan Lis
- Klopsiki i inne zjawiska pogodowe
- Koralina i tajemnicze drzwi
- Księżniczka i żaba

### Produkcje telewizyjne

#### Najlepszy serial dramatyczny
- Mad Men, AMC
- Czysta krew, HBO
- Dexter, Showtime
- Dr House, FOX
- Trzy na jednego, HBO

#### Najlepszy serial komediowy
- Glee, FOX
- Biuro, NBC
- Ekipa, HBO
- Współczesna rodzina, FOX
- Rockefeller Plaza 30, NBC

#### Najlepszy miniserial lub film telewizyjny
- Szare ogrody
- Georgia O’Keeffe
- Mała Dorrit
- W czasie burzy
- Podróż powrotna

#### Najlepsza aktorka w serialu dramatycznym
- Julianna Margulies − Żona idealna
- Glenn Close − Układy
- January Jones − Mad Men
- Anna Paquin − Czysta krew
- Kyra Sedgwick − Podkomisarz Brenda Johnson

#### Najlepszy aktor w serialu dramatycznym
- Michael C. Hall − Dexter
- Simon Baker − Mentalista
- Bill Paxton − Trzy na jednego
- Jon Hamm − Mad Men
- Hugh Laurie − Dr House

#### Najlepsza aktorka w serialu komediowym
- Toni Collette − Wszystkie wcielenia Tary
- Courteney Cox − Cougar Town: Miasto kocic
- Edie Falco − Siostra Jackie
- Tina Fey − Rockefeller Plaza 30
- Lea Michele − Glee

#### Najlepszy aktor w serialu komediowym
- Alec Baldwin − Rockefeller Plaza 30
- Steve Carell − Biuro
- David Duchovny − Californication
- Thomas Jane − Wyposażony
- Matthew Morrison − Glee

#### Najlepsza aktorka w miniserialu lub filmie telewizyjnym
- Drew Barrymore − Szare ogrody
- Joan Allen − Georgia O’Keeffe
- Jessica Lange − Szare ogrody
- Anna Paquin − Dzieci Ireny Sendlerowej
- Sigourney Weaver − Modlitwy za Bobby’ego

#### Najlepszy aktor w miniserialu lub filmie telewizyjnym
- Kevin Bacon − Podróż powrotna
- Kenneth Branagh − Wallander
- Chiwetel Ejiofor − Ostatnia partia
- Brendan Gleeson − W czasie burzy
- Jeremy Irons − Georgia O’Keeffe

#### Najlepsza aktorka drugoplanowa w serialu, miniserialu lub filmie telewizyjnym
- Chloë Sevigny − Trzy na jednego
- Jane Adams − Wyposażony
- Rose Byrne − Układy
- Jane Lynch − Glee
- Janet McTeer − W czasie burzy

#### Najlepszy aktor drugoplanowy w serialu, miniserialu lub filmie telewizyjnym
- John Lithgow − Dexter
- Michael Emerson − Zagubieni
- Neil Patrick Harris − Jak poznałem waszą matkę
- William Hurt − Układy
- Jeremy Piven − Ekipa

### Nagroda Cecila B. DeMille’a
- Martin Scorsese

### Gwiazda Złotych Globów 2009
- Mavis Spencer